# Loose Cannons (1990)
Loose Cannons is een Amerikaanse komische film uit 1990 van Bob Clark met in de hoofdrollen onder meer Dan Aykroyd en Gene Hackman.

## Verhaal
Er blijkt een filmopname te bestaan waarop te zien is hoe de jonge Duitse officier Von Metz (Robert Prosky) Adolf Hitler vermoordt. Jaren later probeert dezelfde Von Metz bondskanselier van Duitsland te worden en om zijn politieke toekomst veilig te stellen laat hij iedereen ombrengen die de film gezien heeft. Deze moorden vinden plaats in en rond Washington D.C. en worden onderzocht door de plaatselijke rechercheurs Mac (Gene Hackman) en Ellis (Dan Aykroyd). Helaas heeft Ellis last van een dissociatieve identiteitsstoornis die verergert als hij geconfronteerd wordt met geweld. Gedurende het onderzoek neemt hij meerdere malen de persoonlijkheid aan van een personage uit de populaire cultuur, waaronder kapitein Kirk, Popeye en Road Runner. Dit alles staat in schril contrast met de no-nonsense houding van Mac.

## Rolverdeling
| Acteur        | Personage             | Opmerkingen                                |
| ------------- | --------------------- | ------------------------------------------ |
| Dan Aykroyd   | Ellis Fielding        | rechercheur in Washington D.C.             |
| Gene Hackman  | MacArthur "Mac" Stern | rechercheur, partner van Ellis             |
| Robert Prosky | Von Metz              | Duits politicus en voormalig legerofficier |
| Dom DeLuise   | Harry Gutterman       |                                            |
| Ronny Cox     | Smiley                |                                            |
| Nancy Travis  | Riva                  |                                            |